# Lansingerland
Lansingerland ist eine Gemeinde der niederländischen Provinz Südholland, nördlich von Rotterdam, mit 66.093 Einwohnern (Stand 1. Januar 2025) und einer Fläche von 56,39 km2 (davon 3,12 km2 Wasser). Die Gemeinde umfasst die Orte Bergschenhoek, Berkel en Rodenrijs, Bleiswijk, Kruisweg und De Rotte.
Die Gemeinde ist am 1. Januar 2007 aus der Fusion der alten Gemeinden Bergschenhoek, Berkel en Rodenrijs und Bleiswijk entstanden. Der Name verweist nach Lansingh, der alten Grenze zwischen dem Delfland und dem Schieland.

## Politik

### Sitzverteilung im Gemeinderat
Der Rat von Lansingerland wird seit der Gemeindegründung folgendermaßen gebildet:
| Partei                          | Sitze | Sitze | Sitze | Sitze | Sitze |
| Partei                          | 2006  | 2010  | 2014  | 2018  | 2022  |
| ------------------------------- | ----- | ----- | ----- | ----- | ----- |
| WIJ Lansingerland               | –     | –     | 2     | 3     | 7     |
| Leefbaar 3B                     | 4     | 9     | 7     | 9     | 7     |
| CDA                             | 9     | 6     | 6     | 5     | 6     |
| VVD                             | 6     | 6     | 5     | 7     | 5     |
| D66                             | –     | 2     | 4     | 3     | 3     |
| ChristenUnie                    | 3     | 3     | 3     | 3     | 3     |
| GroenLinks                      | –     | 1     | 1     | 2     | 1     |
| PvdA                            | 5     | 3     | 2     | 1     | 1     |
| Partij Neeleman                 | –     | –     | 1     | 0     | –     |
| Tot Behoud Huis de Haas         | 1     | 1     | 0     | –     | –     |
| Nieuwe Democraten Lansingerland | –     | –     | 0     | –     | –     |
| Nieuw Rechts                    | 1     | –     | –     | –     | –     |
| LPF                             | 0     | –     | –     | –     | –     |
| Gesamt                          | 29    | 31    | 31    | 33    | 33    |

### Bürgermeister
Seit dem 1. März 2025 ist Jules Bijl (D66) kommissarischer Bürgermeister der Gemeinde. Zu seinem Kollegium zählen die Beigeordneten Simon Fortuyn (Leefbaar 3B), Ankie van Tatenhove (ChristenUnie), Jeroen Heuvelink (D66), Albert Abee (CDA) sowie der Gemeindesekretär Ron Jeltema.